# 김해 관동리 화산정사
김해 관동리 화산정사(金海 官洞里 華山精舍)는 대한민국 경상남도 김해시에 있는 0의 김해 관동리 화산정사이다. 2012년 10월 11일 경상남도의 문화재자료 제550호로 지정되었다.

## 개요
화산정사는 결구가 치밀하며 치목과 세부 수법이 우수한 근대 한옥의 특징을 잘 보여주며, 영남의 기호사림의 학맥을 이어온 관련 인물의 유학사적 비중을 고려할 때 건축적 특징과 상징을 가지고 있으므로 문화재자료로 지정되었다.

## 참고 문헌
- 김해 관동리 화산정사 - 국가유산청 국가유산포털